# Redmond Garrett Prendiville
Redmond Garrett Prendiville (Castleisland, 11 settembre 1900 – Perth, 28 giugno 1968) è stato un arcivescovo cattolico irlandese naturalizzato australiano.

## Biografia
Redmond Garrett Prendiville nacque l'11 settembre 1900 a Castleisland nella contea di Kerry, ultimogenito di una numerosa famiglia contadina.

### Formazione e ministero sacerdotale
Dopo gli studi alla locale National school e al St. Brendan's College a Killarney, iniziò gli studi religiosi nel 1918 presso lo All Hallows College a Dublino, venendo tuttavia espulso poco tempo dopo per indisciplina. Proseguì comunque gli studi di filosofia e teologia frequentando lo University College Dublin e il St Peter's College a Wexford.
Fu ordinato presbitero il 14 giugno 1925.
Dopo l'ordinazione sacerdotale emigrò in Australia seguendo i suoi fratelli. Prestò servizio nella parrocchia della cattedrale e venne poi nominato responsabile della chiesa di San Francesco Saverio a Perth.

### Ministero episcopale
L'11 luglio 1933 papa Pio XI lo nominò arcivescovo coadiutore di Perth, assegnandogli la sede di Cipsela. Ricevette l'ordinazione episcopale il 22 ottobre successivo per imposizione delle mani dell'arcivescovo Filippo Bernardini.
Succedette come arcivescovo di Perth il 24 maggio 1935.
Durante gli anni del suo ministero fu un attivo e costante visitatore della sua comunità di fedeli e nel tempo fondò diverse società diocesane impegnate in ogni aspetto della società, sapendo coniugare la pragmaticità operativa con un profondo impegno per la pietà e la devozione tradizionali. Gli anni '30 del 900 videro una rapida trasformazione della società australiana, nonostante gli effetti della Grande depressione e la crescente minaccia di un'altra guerra mondiale. Tra la sua ordinazione episcopale nel 1933 e la sua morte nel 1968, la popolazione cattolica dell'Australia occidentale passò da 80.000 a oltre 200.000 persone. Fu pronto non solo ad accogliere i suoi connazionali e a provvedere al loro benessere spirituale, ma mostrò anche la stessa preoccupazione per le tante altre nazionalità che aspiravano a rifarsi una vita in Australia, reclutando sacerdoti da quasi tutte le lingue europee, e facendo tutto il possibile per aiutarli a preservare la loro fede cattolica e ad integrarsi pienamente nella società australiana. Nella sola arcidiocesi di Perth fondò oltre sessanta nuove parrocchie, supervisionando la costruzione di chiese e scuole annesse. Concentrò i suoi sforzi in particolare nell'educazione cattolica delle scuole primarie e secondarie. Il suo esempio fu d'ispirazione alla fondazione del St. Thomas More College presso l'Università dell'Australia Occidentale aperta ufficialmente nel 1957.
Fu padre conciliare durante il Concilio Vaticano II, partecipando alle prime due delle quattro sessioni.
Fu colpito da due ictus nel 1946 che minarono la sua salute irreversibilmente negli anni seguenti e subì anche una lesione dell'aorta. Morì a Perth presso il St John of God Subiaco Hospital il 28 giugno 1968 a causa di un altro ictus all'età di 67 anni.

## Genealogia episcopale
La genealogia episcopale è:
- Cardinale Scipione Rebiba
- Cardinale Giulio Antonio Santori
- Cardinale Girolamo Bernerio, O.P.
- Arcivescovo Galeazzo Sanvitale
- Cardinale Ludovico Ludovisi
- Cardinale Luigi Caetani
- Cardinale Ulderico Carpegna
- Cardinale Paluzzo Paluzzi Altieri degli Albertoni
- Papa Benedetto XIII
- Papa Benedetto XIV
- Papa Clemente XIII
- Cardinale Marcantonio Colonna
- Cardinale Giacinto Sigismondo Gerdil, B.
- Cardinale Giulio Maria della Somaglia
- Cardinale Carlo Odescalchi, S.I.
- Cardinale Costantino Patrizi Naro
- Cardinale Serafino Vannutelli
- Cardinale Domenico Serafini, Cong.Subl. O.S.B.
- Cardinale Pietro Fumasoni Biondi
- Arcivescovo Filippo Bernardini
- Arcivescovo Redmond Garrett Prendiville